# Коуэлл, Роберта
Роберта Элизабет Маршалл Коуэлл (англ. Roberta Elizabeth Marshall Cowell; 8 апреля 1918 — 11 октября 2011) — первая трансгендерная женщина Великобритании, которой была выполнена хирургическая коррекция пола. Кроме того, она прославилась как автогонщик, а также пилот истребителя во время Второй мировой войны.

## Биография

### Детство и юность
При рождении получила имя Роберт Маршалл Коуэлл. Роберт Коуэлл родился 8 апреля 1918 года в Великобритании, в Кройдоне (боро Лондона). Он был одним из трёх детей генерал-майора сэра Эрнеста Маршалла Коуэлла (кавалер Ордена Британской Империи и Ордена Бани; 1886—1971) и Дороти Элизабет Миллер (1886—1962).
Сэр Эрнест был известным хирургом, который во время Первой мировой войны служил в Королевском медицинском корпусе британской армии, а после войны работал в главной больнице Кройдона в Лондоне. Когда началась Вторая мировая война, он снова ушёл в армию, а с 1942 по 1944 год руководил медицинским обслуживанием союзных войск в Северной Африке. В 1944 сэр Эрнест был назначен почётным хирургом короля Георга VI. В послевоенное время он был главным врачом при Союзной верховной комиссии (союзнический орган власти, который управлял Германией с 1948 года).
Роберт Коуэлл учился в школе Витгифт (частная школа в Кройдоне). Изначально он был левшой, но учителя заставили его научиться писать правой рукой. Роберт принимал активное участие в жизни школьного автоклуба. Незадолго до окончания школы он побывал в Германии, Бельгии и Австрии. Тогда же он увлекался фотографией и съёмкой фильмов. В Германии Роберт был однажды арестован за съёмку фильма о строевой подготовке группы нацистов. Коуэлла освободили только после того, как он согласился уничтожить плёнку.
Коуэлл окончил школу в 16 лет, затем устроился учеником инженера в компанию General Aircraft Limited, выпускавшую самолёты. А 4 августа 1936 года Роберта взяли на испытательный срок в Королевские военно-воздушные силы Великобритании в качестве начинающего пилота-офицера. Однако вскоре он был уволен из-за воздушной болезни.
В том же году Коуэлл поступил в университетский колледж Лондона, где начал изучать инженерное дело. Тогда же он начал участвовать в автогонках и вскоре одержал победу в заезде автомобилей Riley в Лендс-Энд. Свой начальный спортивный опыт Роберт приобрёл благодаря гоночному треку Brooklends. Сначала Роберт пробирался туда в форме автомеханика и оказывал техническую помощь водителям, а затем начал принимать участие в гонках. К 1939 году Коуэлл уже владел тремя автомобилями и успел принять участие в гран-при Антверпена в Бельгии.
В 1940 году Роберт Коуэлл женился на Дайане Маргарет Зельме Карпентер, которая также изучала инженерное дело и увлекалась автогонками. В этом браке на свет появилось двое детей: Энн (р. 1942) и Дайана (р. 1944).

### Вторая мировая война

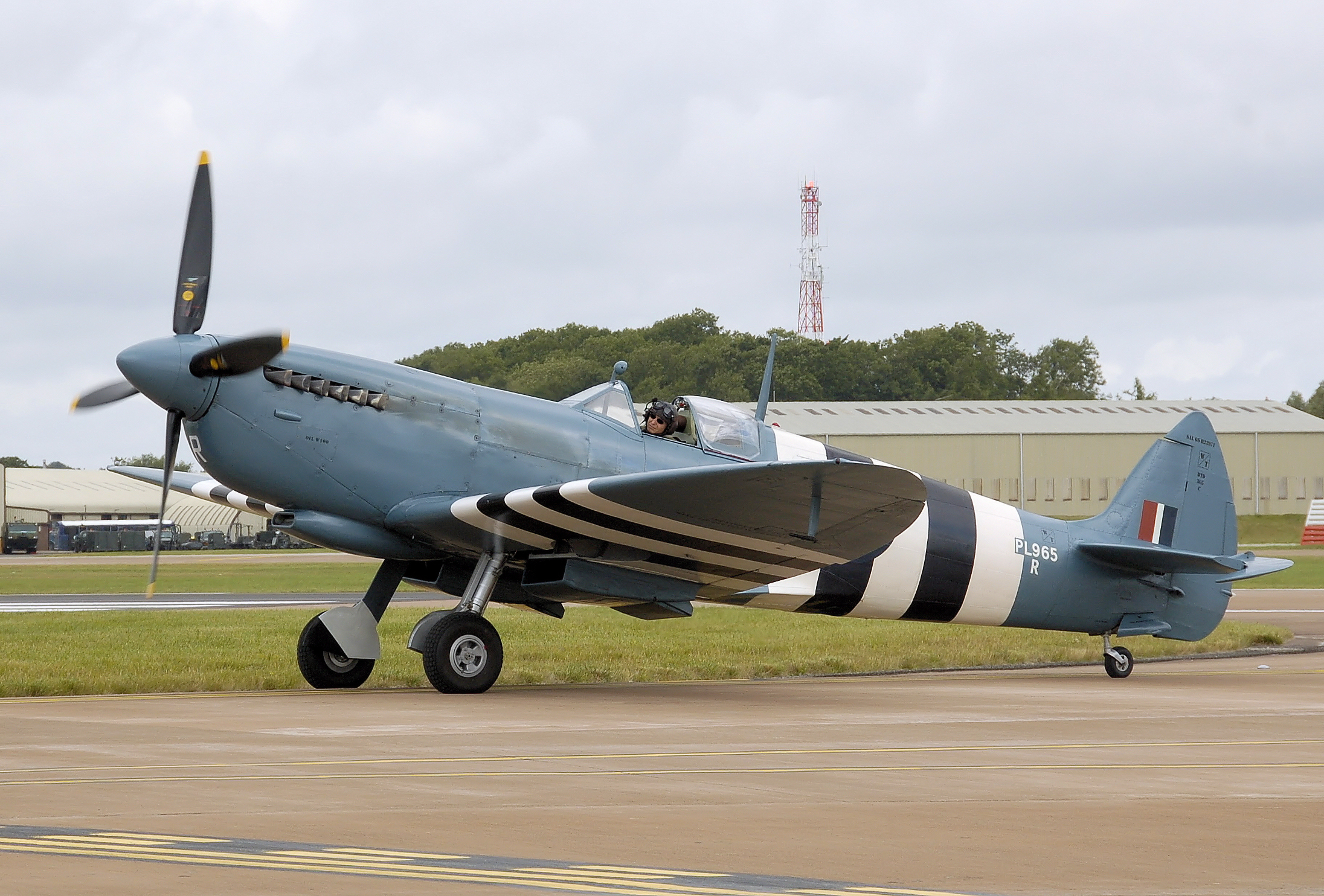
Сохранившийся Spitfire PR. XI (2008)

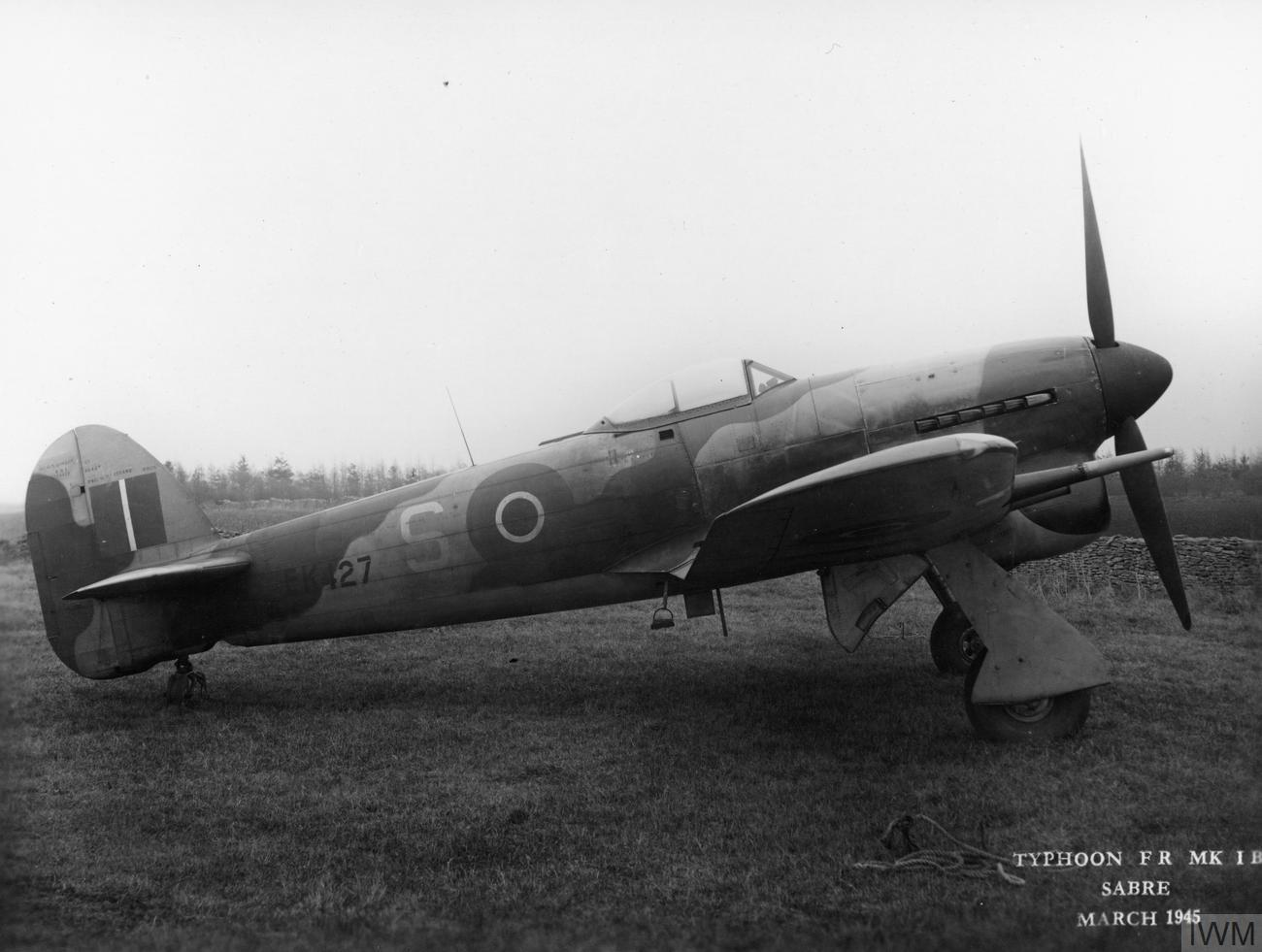
Hawker Typhoon FR IB, номер EK427; этот самолёт использовался эскадрильей № 4 (март 1945)

28 декабря 1940 года Коуэлл был призван в корпус обслуживания Королевской армии в звании второго лейтенанта. Сначала он проходил службу в Исландии. А 24 января 1942 был переведён в Королевские военно-воздушные силы, где ему присвоили звание пилота-офицера. Тогда же Коуэлл проходил военно-воздушную подготовку на базе Королевских военно-воздушных сил Ansty в Англии.
На линии фронта Коуэлл служил в эскадрилье истребителей. Он был сначала инструктором, а в июне 1944 его назначили пилотом эскадрильи № 4 Королевских военно-воздушных сил, которая занималась воздушной разведкой. На протяжении войны они использовали самые различные самолёты. Например, в середине 1944 года ими использовался безоружный самолёт Spitfire PR. XI, который был оборудован камерой для съёмки местности. Он являлся модификацией истребителя Supermarine Spitfire. 4 июня 1944, незадолго до высадки в Нормандии, в истребителе Роберта на высоте 9400 метров начала отказывать кислородная система. Коуэлл лежал без сознания в кабине, а самолёт самостоятельно кружил в небе около оккупированной французской коммуны Фрюж. Самолёт атаковала немецкая зенитная артиллерия. Тем не менее, Роберт пришёл себя и сумел долететь до британской базы Королевских военно-воздушных сил Gatwick.
В октябре 1944 база эскадрильи № 4 располагалась в Бельгии, на окраине Антверпена. Тогда же база была дополнена истребителями-бомбардировщиками Hawker Typhoon FR IB, которые также были оборудованы средствами для фоторазведки. 18 ноября 1944 Коуэлл, управляя одним из таких истребителей, выполнял очередное боевое задание около города Бохольт в Германии. Юго-восточнее деревни Кессель в его самолёте отказал двигатель, а немецкий зенитный огонь тут же пробил крыло самолёта. Коуэлл уже летел слишком низко, чтобы катапультироваться. Тогда он выбросил за борт фонарь кабины, и, переведя истребитель в планирующий спуск, успешно приземлился с выключенным двигателем. Прежде чем Коуэлла схватили фашисты, он успел сообщить по радио своему сослуживцу, что остался цел. Роберт дважды неудачно пытался сбежать. Затем его отвезли вглубь Германии. Несколько недель он провёл в одиночном заключении в пункте проведения допросов пленных пилотов, а затем был отправлен в лагерь для военнопленных Stalag Luft I.
Заключение в лагере длилось около 5 месяцев. Чтобы убить время, Коуэлл давал сокамерникам уроки машиностроения. В своей биографии Коуэлл пишет, что некоторые заключённые время от времени проявляли гомосексуальное поведение и делали ему непристойные предложения, которые вызывали отвращение. Кроме того, в лагерном театре Роберту предлагали исполнять женские роли, но он отказывался, чтобы другие заключённые не начали считать его гомосексуалом. В самом конце войны в лагере не хватало пищи, Коуэлл за время заключения потерял в весе 23 кг. Позже он рассказывал, что заключённым из-за ужасного голода приходилось употреблять в пищу сырых кошек.
В апреле 1945 года к Германии приближалась Красная армия. Немцы решили эвакуировать лагерь, однако военнопленные отказались уходить. После переговоров старшего офицера американской армии и немецкого коменданта охрана покинула лагерь, оставив там заключённых. Ночью 30 апреля Красная армия подступила к лагерю. Через две недели, между 12 и 14 мая, все освобождённые военные были отправлены в Великобританию самолётами ВВС США.

### После войны
После демобилизации Роберт Коуэлл занимался бизнесом и участвовал в автогонках. Он создал свою собственную автогоночную команду, в составе которой участвовал в соревнованиях по всей Европе, включая Гран-при Руана и гонку Brighton Speed Trials.
В своей биографии Коуэлл пишет, что он в то время испытывал серьёзные психологические трудности. Там же автором упоминаются болезненные переживания при просмотре эпизода фильма «Мой палач» (англ. My Own Executioner), где истребитель одного из главных героев сбивают зенитной установкой.
В 1948 году Коуэлл расторг свой брак. В то же время, страдая от депрессии, он обратился к ведущему в то время психиатру — последователю Фрейда, который так и не смог ему помочь. Тогда же Коуэлл отправился к другому психиатру-фрейдисту. Коуэлл пишет о нём в своей биографии: «Он был шотландцем с менее консервативным подходом к своей профессии. Этот доктор постепенно раскрывал моё женское подсознание и женскую сторону моей натуры, о которых мне было известно всю жизнь. Несмотря на то, что их всегда приходилось подавлять, они явились более значительными и глубокими, чем мне казалось».

### Смена пола
Уже к 1950 году Роберт Коуэлл в больших дозах принимал женские гормональные препараты, но ещё позиционировал себя в обществе как мужчина. Позже он познакомился с Майклом Диллоном, первым британским трансгендерным мужчиной, перенёсшим фаллопластику, и автором книги «Личность. Учение об эндокринологии и этике» (англ. Self: A Study in Endocrinology and Ethics).
В этой книге утверждалось, что у каждого человека должно быть право изменить пол и получить желаемое тело. Более того, Диллон, будучи также врачом, нелегально сделал Коуэллу операцию по удалению яичек. Скрытность была необходима, поскольку такая операция в то время считалась незаконной в Великобритании, ни один хирург не решался выполнить её официально.
Тем не менее, эта нелегальная операция позволила Коуэллу обратиться к частному гинекологу, который выдал документ, согласно которому Коуэлл является интерсекс-человеком. Это позволило Роберту получить новое свидетельство о рождении, где был указан женский пол, а имя Роберт было заменено именем Роберта.
15 мая 1951 года Роберта Коуэлл перенесла операцию по коррекции — вагинопластику. Операцию выполнил сэр Гарольд Гиллис, который считается отцом пластической хирургии. Ему ассистировал американский хирург Ральф Миллард. Ранее Гиллис уже оперировал транс-мужчину Майкла Диллона, выполнив ему фаллопластику. Вагинопластика была абсолютно новой операцией для хирурга, ранее он выполнял её только экспериментально на покойнике.

### Дальнейшая жизнь
К 1954 году бизнес Роберты перестал приносить прибыль. Её компании по производству спортивных автомобилей и одежды прекратили торговлю. Кроме того, женщинам тогда было запрещено участвовать в автогонках гран-при, поэтому Роберта больше не могла участвовать в них.
В том же году стало широко известно о её изменении пола. В Великобритании историю жизни Коуэлл опубликовали в журнале Picture Post. За эту публикацию Роберту заплатили около 8000 фунтов стерлингов (около 200 тыс. £ в 2015 году). Вскоре была издана автобиография Коуэлл (Roberta Cowell’s story), которая принесла доход 1500 £ (37000 £ на 2015 год).
Известие о смене пола Кристин Йоргенсен вызвало в США огромную сенсацию. Американская пресса постоянно публиковала статьи о других случаях смены пола, в большинстве своём — истории транс-женщин. Часто американская пресса не разделяла понятия гомосексуальности и трансгендерности. Таким образом, американское общество стало ассоциировать транссексуальность с гомосексуальной ориентацией, тема которой считалась табуированной в то время. История жизни Коуэлл разрушала этот стереотип. Женитьба, отцовство, воинская служба, её увлечение автогонками постоянно упоминались в статьях о её жизни.
Она продолжила участвовать в автогонках, а в 1957 году одержала победу в гонке Shelsley Walsh Speed Hill Climb. В ноябре 1958 года она приобрела списанный самолёт ВВС Великобритании De Havilland Mosquito (номер TK-655; G-AOSS). Коуэлл собиралась использовать этот самолёт для рекордного полёта над Южной Атлантикой. Однако план Роберты провалился, поскольку для запланированного полёта не нашлось подходящего двигателя. Вскоре Коуэлл была признана банкротом. Её долг составил 12580 £ (265 тыс. £). Уже в 1959 году приобретённый самолёт превратился в груду железа, а через год его останки были утилизированы.
Тем временем, Роберта продолжала испытывать финансовые трудности, долго не могла найти работу. В последние годы жизни о ней почти не было слышно. Однако ещё в 1970-х Коуэлл продолжала участвовать в британских автогонках, летать на самолёте. Более того, в качестве пилота она провела более 1600 часов.
В марте 1972 года Роберта Коуэлл дала короткое интервью журналисту британской газеты The Sunday Times Майклу Бэйтману. В тот период она работала над до сих пор неизданной автобиографической книгой. В интервью она заявила, что является интерсекс-человеком с синдромом де ля Шапеля и именно эта особенность стала причиной её коррекции пола. Она также высказалась с пренебрежением о мужчинах, делающих операцию по смене пола, чтобы стать женщиной: «Люди, которые сделали то же, что и я, чаще всего имели хромосомы XY. То есть были нормальными людьми, которые с помощью операции превратились в уродов».
В 1990-х Коуэлл переехала в дом сестринского ухода в Хэмптон, Лондон. В то время она ещё продолжала управлять мощными автомобилями.
Роберта Коуэлл умерла 11 октября 2011 года в возрасте 93 лет. По её просьбе, на похоронах присутствовало только 6 человек. Известие о смерти Роберты было обнародовано только через два года в газете The Independent.